# Diego Carlos
Diego Carlos Santos Silva (Barra Bonita, São Paulo, 15 de marzo de 1993), conocido popularmente como Diego Carlos, es un futbolista brasileño que juega de defensa en el Fenerbahçe S. K. de la Superliga de Turquía.

## Trayectoria

### Inicios
Formado en América-SP y luego en Desportivo Brasil. Luego pasó al Sao Paulo FC, llegando hasta los octavos de final de la Copa Libertadores 2013 y a la semifinal de la Copa Sudamericana 2013, jugó al lado de Rogério Ceni, Luís Fabiano, Lúcio y Ganso.
Dejó su país natal para fichar por el Estoril Praia. Estuvo una temporada en el Oporto B. En la temporada 2015-2016, con Estoril, marcó dos goles en 31 partidos. La reputación de ser un defensor áspero, cosechó nueve tarjetas amarillas y tres tarjetas rojas esa temporada.

### Nantes
El 6 de junio de 2016 dejó el Estoril Praia para fichar por el F. C. Nantes por cinco temporadas, que especifica que entrará en vigor el 9 de junio con el club francés, día de la apertura del mercado de fichajes. El coste de su transferencia se estimaba en 2 millones de euros. Se destacó como un pilar en la defensa y es considerado uno de los mejores defensores de la Ligue 1 por los observadores. El 14 de enero de 2018 contra el Paris Saint-Germain, empujó involuntariamente al árbitro Tony Chapron y este último lo pateó intencionalmente, le pidió explicaciones para este gesto, el árbitro le mostró una segunda tarjeta amarilla sinónimo de expulsión.

### Sevilla
En junio de 2019 fichó por el Sevilla Fútbol Club de la Primera División de España. Culminó su primera temporada realizando un remate de chilena que terminó en el gol en propia puerta de Romelu Lukaku que dio la sexta Liga Europa de la UEFA al equipo hispalense. Siguió dos años más en el club, jugando un total de 136 partidos.
El 26 de mayo de 2022 el Sevilla F. C. anunció que había llegado a un principio de acuerdo para su traspaso al Aston Villa F. C. El fichaje fue confirmado el 1 de junio una vez superó con éxito el reconocimiento médico y firmó por cuatro temporadas.

### Turquía
El 23 de enero de 2025, después de haber jugado diecisiete encuentros en lo que llevaban de campaña, dejó el equipo de Birmingham tras ser traspasado al Fenerbahçe S. K.

## Selección nacional
En noviembre de 2020 fue convocado por primera para jugar dos partidos clasificatorios para el Mundial de Catar 2022 que enfrentaron a la selección carioca contra Venezuela y Uruguay.
Fue convocado para los Juegos Olímpicos de Tokio 2020 con la selección sub-23, ganando la medalla de oro.

## Estadísticas

### Clubes
Actualizado al último partido disputado el 9 de mayo de 2025.
| Club                         | Div.          | Temporada     | Liga  | Liga  | Estatal | Estatal | Copas nacionales | Copas nacionales | Copas internacionales | Copas internacionales | Total | Total |
| Club                         | Div.          | Temporada     | Part. | Goles | Part.   | Goles   | Part.            | Goles            | Part.                 | Goles                 | Part. | Goles |
| ---------------------------- | ------------- | ------------- | ----- | ----- | ------- | ------- | ---------------- | ---------------- | --------------------- | --------------------- | ----- | ----- |
| Paulista F. C. · Brasil      | Est.          | 2014          | —     | —     | 1       | 0       | —                | —                | —                     | —                     | 1     | 0     |
| Paulista F. C. · Brasil      | Total club    | Total club    | 0     | 0     | 1       | 0       | 0                | 0                | 0                     | 0                     | 1     | 0     |
| Madureira E. C. · Brasil     | 3.ª           | 2014          | 2     | 0     | —       | —       | —                | —                | —                     | —                     | 2     | 0     |
| Madureira E. C. · Brasil     | Total club    | Total club    | 2     | 0     | 0       | 0       | 0                | 0                | 0                     | 0                     | 2     | 0     |
| F. C. Porto B Portugal       | 2.ª           | 2014-15       | 19    | 0     | —       | —       | —                | —                | —                     | —                     | 19    | 0     |
| F. C. Porto B Portugal       | Total club    | Total club    | 19    | 0     | 0       | 0       | 0                | 0                | 0                     | 0                     | 19    | 0     |
| G. D. Estoril Praia Portugal | 1.ª           | 2015-16       | 31    | 2     | —       | —       | 2                | 0                | —                     | —                     | 33    | 2     |
| G. D. Estoril Praia Portugal | Total club    | Total club    | 31    | 2     | 0       | 0       | 2                | 0                | 0                     | 0                     | 33    | 2     |
| F. C Nantes Francia          | 1.ª           | 2016-17       | 34    | 2     | —       | —       | 5                | 0                | —                     | —                     | 39    | 2     |
| F. C Nantes Francia          | 1.ª           | 2017-18       | 28    | 1     | —       | —       | 1                | 0                | —                     | —                     | 29    | 1     |
| F. C Nantes Francia          | 1.ª           | 2018-19       | 35    | 1     | —       | —       | 5                | 0                | —                     | —                     | 40    | 1     |
| F. C Nantes Francia          | Total club    | Total club    | 97    | 4     | 0       | 0       | 11               | 0                | 0                     | 0                     | 108   | 4     |
| Sevilla F. C. · España       | 1.ª           | 2019-20       | 35    | 2     | —       | —       | 2                | 0                | 8                     | 0                     | 45    | 2     |
| Sevilla F. C. · España       | 1.ª           | 2020-21       | 33    | 1     | —       | —       | 4                | 0                | 9                     | 0                     | 46    | 1     |
| Sevilla F. C. · España       | 1.ª           | 2021-22       | 34    | 3     | —       | —       | 3                | 0                | 8                     | 0                     | 45    | 3     |
| Sevilla F. C. · España       | Total club    | Total club    | 102   | 6     | 0       | 0       | 9                | 0                | 25                    | 0                     | 136   | 6     |
| Aston Villa F. C. Inglaterra | 1.ª           | 2022-23       | 3     | 0     | —       | —       | 0                | 0                | —                     | —                     | 3     | 0     |
| Aston Villa F. C. Inglaterra | 1.ª           | 2023-24       | 27    | 0     | —       | —       | 2                | 0                | 9                     | 1                     | 38    | 1     |
| Aston Villa F. C. Inglaterra | 1.ª           | 2024-25       | 10    | 0     | —       | —       | 1                | 0                | 6                     | 0                     | 17    | 0     |
| Aston Villa F. C. Inglaterra | Total club    | Total club    | 40    | 0     | 0       | 0       | 3                | 0                | 15                    | 1                     | 58    | 1     |
| Fenerbahçe S. K. Turquía     | 1.ª           | 2024-25       | 4     | 0     | —       | —       | 1                | 0                | 0                     | 0                     | 5     | 0     |
| Fenerbahçe S. K. Turquía     | Total club    | Total club    | 4     | 0     | 0       | 0       | 1                | 0                | 0                     | 0                     | 5     | 0     |
| Total carrera                | Total carrera | Total carrera | 295   | 12    | 1       | 0       | 26               | 0                | 40                    | 1                     | 362   | 13    |
| 1. 2. 3.                     |               |               |       |       |         |         |                  |                  |                       |                       |       |       |

## Palmarés

### Títulos internacionales
| Título                    | Equipo          | Sede     | Año     |
| ------------------------- | --------------- | -------- | ------- |
| Liga Europa de la UEFA    | Sevilla F. C.   | Alemania | 2019-20 |
| Torneo Olímpico de Fútbol | Brasil olímpica | Tokio    | 2020    |